# Герцеговинский санджак
Герцегови́нский санджак (тур. Hersek Sancağı, босн. Hercegpvački sandžak серб. Херцеговачки санџак хорв. Hercegovački sandžak, сербохорв. Херцеговачки санџак / Hercegovački sandžak) — санджак Османской империи, существовавший на территории современной Боснии и Герцеговины, Хорватии, Черногории и Сербии. Отсюда название исторической области «Старая Герцеговина». 
Создан на завоёванных сербских землях в 1470 году. Тогда же в Герцеговинский санджак вошли черногорские земли Брды и Приморья, в то время как Старая Черногория оказалась в составе Скадарского санджака. Первый санджак-бей — Хамза-бег. Административный центр санджака поочерёдно находился в Фоче и Плевля в восточной Герцеговине. С 1580 года — санджак в составе Боснийского эялета; в 1833 году преобразован в боснийскую автономию Герцеговинский эялет.